# Пежо тип 49
Пежо тип 49 (фр. Peugeot Type 49) је моторно возило произведено 1902. од стране француског произвођача аутомобила Пежо у њиховој фабрици у Оданкуру. У том раздобљу је укупно произведено 162 јединице.
Возило покреће двоцилиндрични четворотактни мотор постављен напред, а преко ланчаног склопа је пренет погон на задње точкове. Његова максимална снага била је 8 КС, а запремина 1304 cm³, а био је доступан и мотор са снаго м од 8 КС и запремином од 1627 cm³.
Тип 49 има међуосовинско растојање од 188 цм и размак точкова 130 цм. Облик каросерије tonneau (слично отвореној кочији са коњском запрегом) и дупли фетон са простором за четири особе.